# Luxiaria paganata
Luxiaria paganata là một loài bướm đêm trong họ Geometridae.